# Marie Dominique Auguste Sibour
Marie Dominique Auguste Sibour (4. srpna 1792 v Saint-Paul-Trois-Châteaux – 3. ledna 1857 v Paříži) byl francouzský římskokatolický kněz, biskup v Digne-les-Bains (1839–1848) a arcibiskup pařížský (1848–1857). V roce 1854 byl jmenován senátorem ve druhém francouzském císařství.

## Životopis
Marie Dominique Auguste Sibour byl vysvěcen na kněze v Římě dne 14. června 1818 a poté působil v pařížské arcidiecézi. V roce 1822 byl jmenován kanovníkem u katedrály v Nîmes. V roce 1837 se stal administrátorem zdejší diecéze a o dva roky později byl jmenován biskupem v Digne-les-Bains. V roce 1848 se stal pařížským arcibiskupem poté, co arcibiskup Denys Affre zahynul během revoluce na barikádách.
V roce 1853 oddal Napoleona III., který jej o rok později jmenoval senátorem. Ačkoliv ve své reakci Piovi IX. vyjádřil nevhodnost definice dogmatu o neposkvrněném početí Panny Marie, přesto jej pomáhal rozšiřovat a brzy jej zveřejnil ve své vlastní diecézi. Díky finanční pomoci císaře mohl ve své diecézi podporovat chudší kostely a založit několik nových farností.
Dne 3. ledna 1857 jej nožem zavraždil kněz Jean-Louis Verger.